# Кудровка-Нива
«Кудровка-Нива» (укр. Кудрівка-Нива) — украинский футбольный клуб из села Бузовая Бучанского района Киевской области. Победитель Второй лиги чемпионата Украины 2022/23.

## Названия
- до 2023 — «Нива»
- 2023—2024 — «Кудровка-Нива»

## История
Клуб был основан в 1980 году по инициативе инженера совхоза «Бузовский» Василия Крижевского, являвшегося в то время спортинструктором на общественных началах. Инициатива была поддержана руководством совхоза, команда была составлена в основном из местных аграриев. Большую часть своей истории «Нива» выступала в местных соревнованиях, преимущественно — в чемпионате Киево-Святошинского района, несколько раз расформировываясь и воссоздаваясь.
В 2019 году президентом клуба стал местный бизнесмен Октай Эфендиев. Уже в следующем году были построены клубная база и стадион, а команда стала участвовать в чемпионате Киевской области. В сезоне 2020/21 «Нива» впервые приняла участие в любительском кубке Украины, а в следующем году коллектив дебютировал в любительском чемпионате страны. На момент прерывания турнира из-за вторжения в Украину российских войск, команда занимала первое место в своей группе. В 2022 году клуб прошёл аттестацию для участия во второй лиге чемпионата Украины. Дебютную игру на профессиональном уровне «Нива» провела 3 сентября 2022 года, на домашнем стадионе обыграв «Чайку» из Петропавловской Борщаговки со счётом 3:0. Дебютный гол команды во второй лиге забил Иван Сомов.
В первом же своем сезоне среди профессионалов, команда стала победителем второй лиги и получила право на выход в первый дивизион. Осеннюю часть своего дебютного чемпионата в первой лиге «Нива» закончила на 4-м месте в турнирной таблице группы «А», однако во время зимнего перерыва президент клуба Октай Эфендиев объявил о прекращении финансирования команды. После переговоров, клуб был выкуплен Романом Солодаренко, который также являлся владельцем команды «Кудровка», на тот момент выступавшей во второй лиге. После этого клуб был переименован в «Кудровка-Нива», а из второлиговой команды в него перешли ряд игроков и тренерский штаб. По окончании 2023/24 сезона клуб был поглощен «Кудровкой», которая заняла его место в первой лиге, а «Кудровка-Нива» была расформирована.

## Стадион
Начав выступления на профессиональном уровне, команда проводила матчи на стадионе «Юбилейный» в Буче. Также в собственности клуба имеется стадион «Бузовая Арена», с трибунами на 250 мест.

## Достижения
- Вторая лига Украины
  - Победитель: 2022/23
- Чемпионат Киевской области
  - Победитель: 2021
  - Серебряный призёр: 2008
- Кубок Киевской области
  - Обладатель: 2021

## Главные тренеры
- Марк Мартыненко (2020—2021)
- Сергей Карпенко (2021—2023)
- Игорь Жабченко (2023)
- Роман Локтионов (2024)